# Endiandra glandulosa
Endiandra glandulosa är en lagerväxtart som beskrevs av C. K. Allen. Endiandra glandulosa ingår i släktet Endiandra och familjen lagerväxter. Inga underarter finns listade i Catalogue of Life.